# Zgrabljići
Zgrabljići is een plaats in de gemeente Sveti Lovreč in de Kroatische provincie Istrië. De plaats telt 26 inwoners (2001).